# Liste von Leaks zu Steuerdaten
Diese Seite enthält eine Liste mit Leaks zu Steuerdaten insbesondere zu Steuervermeidung, -delikten und -schlupflöchern. Jedes Leak enthält Daten zu unterschiedlichen legalen und illegalen Finanzkonstrukten. Einige Leaks erhielten in der journalistischen Aufarbeitung Namen, wie beispielsweise die „Panama Papers“.
| Jahr                       | Name                                                       | Staat                              | Datensatz geleakt an                                                                                                  |
| -------------------------- | ---------------------------------------------------------- | ---------------------------------- | --- |
| 2002 (öffentlich ab 2008)  | Liechtensteiner Steueraffäre                               | Liechtenstein                      | Deutsche und US-amerikanische Behörden                                                                                |
| 2010/Oktober 2012          | Lagarde-Liste                                              | Griechenland                       | griechisches Finanzministerium                                                                                        |
| April 2013                 | Offshore-Leaks                                             | verschiedene Offshore-Finanzplätze | International Consortium of Investigative Journalists                                                                 |
| November und Dezember 2014 | Luxemburg-Leaks                                            | Luxemburg                          | International Consortium of Investigative Journalists                                                                 |
| Februar 2015               | Swiss-Leaks                                                | Schweiz                            | International Consortium of Investigative Journalists                                                                 |
| April 2016                 | Panama Papers                                              | Panama                             | International Consortium of Investigative Journalists                                                                 |
| September 2016             | Bahamas-Leaks                                              | Bahamas                            | International Consortium of Investigative Journalists                                                                 |
| März 2017                  | Russischer Waschsalon                                      | Russland                           | Organized Crime and Corruption Reporting Project                                                                      |
| Mai 2017                   | Malta Files                                                | Malta                              | European Investigative Collaboration                                                                                  |
| November 2017              | Paradise Papers                                            | mehrere Steueroasen                | International Consortium of Investigative Journalists                                                                 |
| Oktober 2018               | CumEx-Files                                                | mehrere europäische Staaten        | Correctiv in Kooperation mit weiteren Medien aus zwölf Ländern                                                        |
| September 2020             | FinCEN Files                                               | Vereinigte Staaten                 | BuzzFeed_News, ICIJ, Süddeutsche Zeitung                                                                              |
| Februar 2021               | OpenLux                                                    | Luxemburg                          | Süddeutsche Zeitung, Le Monde, Organized Crime and Corruption Reporting Project, Le Soir, Woxx, The McClatchy Company |
| Juni 2021                  | IRS Tax Data Leak, Steuerdaten der reichsten US-Amerikaner | Vereinigte Staaten                 | ProPublica |
| Oktober 2021               | Pandora Papers                                             | mehrere Steueroasen                | International Consortium of Investigative Journalists                                                                 |
| Mai 2022                   | Dubai Unlocked                                             | Vereinigte Arabische Emirate       | Organized Crime and Corruption Reporting Project, International Consortium of Investigative Journalists               |
| November 2023              | Cyprus Confidential                                        | Zypern                             | International Consortium of Investigative Journalists                                                                 |
| November 2024              | Caspian Pipeline Consortium                                | Russland                           | International Consortium of Investigative Journalists                                                                 |